# 周小平
- 關於本名“周小平”的中国气象学家，請見「周晓平」。
- 關於名为周平的其他人物，請見「周平」。

周小平（1981年4月24日—），本名周平，笔名水木周平，男，汉族，四川自贡人，中国网络作家、网络评论员，中国共产党党员，曾任四川省网络作家协会主席。任天津市河西区政协常委、十四届全国政协委员。

## 生平
周小平上学期间，父母双双下岗，周小平上不起学而去当兵。当兵之后，一边打工，一边自考大学文凭，失业过一段时间。初到北京时，一个人都不认识，后做Flash网页游戏和网络棋牌游戏，曾出任分贝网副总裁。
2009年，分贝网因涉及色情营运，包括周平在内的多名高管被公安机关调查，有人质疑周小平是否是曾任分贝网副总裁的周平。2013年10月15日，周小平在新浪微博发表长微博回应，承认他就是被搜索到的“周平”，但否认涉及色情活动，并将这次微博称之为“绝笔”。
早期使用“水木周平”笔名，因其博文《中国99%的白领以及他们的家庭即将面临破产》，冒充著名经济学家郎咸平的名义作出3至10年内中国房地产崩溃的预言，从而走红网络。
2010年之后，其文章频繁见诸《环球时报》、党建网、新华网等中国共产党的主要媒体上。在新浪微博曾因质疑一些“大V”（網絡名人），获得部分网民的关注。

### 出席全国文艺工作座谈会并被总书记会面、点名
2014年10月15日，周小平和花千芳以名不见经传的网络作家身份参加在北京召开的全国文艺工作座谈会，与中共中央总书记习近平会面并被其点名，习近平嘱咐「希望你们创作更多具有正能量的作品」，部分大陆媒体称此“引发广泛关注”。
次日新华社专门刊发外电报道的报纸《参考消息》甚至以一个版面的篇幅刊登周小平的多篇作品。此后，《人民日报》、《光明日报》、新华网、《解放军报》和《环球时报》等多份大陆主流媒体都刊登了有关周小平的采访、评论以及社论。与此同时，中国互联网上对周小平、花千芳出现种种恶评，如方舟子打假、李银河点评、杨恒均反驳等典型。
截至10月22日，科普作家方舟子因回击揭周小平被全网封杀，周小平本人腾讯微博账号亦被限制搜索。方舟子自称相关封杀令由网信办主任鲁炜直接下达。

### 影响力被冻结
12月10日，香港《信报》引述消息人士称，周小平和花千芳代表“民间草根力量”出席全国文艺工作座谈会，实际上是由于官方事前对两人的背景审查不足，不了解有关的负面情况。中共中央宣传部在风潮过后进行了弥补，包括禁止媒体采访两人，希望将事件逐步淡化。比如11月在浙江乌镇举行的世界互聯網大會上，两人仅参加了并不重要的“乌镇网络名人论坛”，也未获得任何官方媒体报道。
2015年2月，海南省文化交流促进会控制的左派网站海疆在线已被封杀，有报道称该网站培植了周小平、花千芳两人。
2015年6月10日，四川省网络作家协会第一次常务理事会举行，周小平当选四川省网络作协主席。
2017年11月14日鲁炜被中纪委调查，21日晚周小平在微博不冷不热地发文说“不突然”“之前就有听说其问题……”，被许多人批为落井下石。2018年2月13日鲁炜被雙開，3月22日周小平辞去四川省网络作家协会主席职务。港媒、联合早报报道与方舟子撰文均称周小平受网信办主任鲁炜赏识并捧红。
同年周小平发表文章说美國封殺中興事件是好事，可以促进中国科技进步，被人民网批判。周在微信公众号上发文反驳，被微信刪文。

## 争议

### 带鱼事件
周小平绰号“周带鱼”，起因是周小平曾在2013年8月26日的博文《谣害天下，无人忏悔》中写道：“薛蛮子为净水器促销，诋毁中国水质有毒，造成舟山带鱼养殖场滞销，当地无数养殖农户面临破产，罪大恶极，谁来追究？”然而带鱼属于深海鱼，皆为人工捕捞，目前无人工养殖，因此广大网友在查证后给周小平取了一个“周带鱼”的绰号。
此后周小平始终没有公开认错，并在他的新浪博客中将文字修改为“造成舟山带鱼滞销，当地无数渔民和其他鳗鱼养殖户损失惨重”，并在2014年10月19日的博文中引用改动过的文字辩称：“境外的邪教组织法X功论坛上却把我的话断章取义为‘周小平造谣舟山地区有养殖带鱼’”。目前，周小平最初发布此文的微博已被删除，但其文集《请不要辜负这个时代》中还保留着原文。新华社在介绍周小平的文章中说明了其绰号的来历，并认为周小平在互联网上还存在较大的争议。
2015年1月9日，团中央青网协常务理事周小平赴昆明出席共青团云南省委组织的报告会，有人在会场外打出“欢迎周小平同志莅临昆明传授带鱼养殖技术”的横幅，会议途中有网友向其送上带鱼。周小平于2020年9月开始在电商平台兼职“带货”售卖带鱼。

### 文章造謠事件
周小平的文章风格独特，其2013年6月14日发表的博文《请不要辜负这个时代》曾一度走红网络，该文用很大的篇幅指责公知造谣，但大量读者指出该文有多处数据、史实的伪造，且充满诸如每天几十万人出生在中国等常识性错误，本身即在扭曲和隐瞒事实，网络上一篇文章《不要姑父的时代》更是指出其44处谣言。这篇文章也在一夜之间引爆了中文互联网上的讨论与激辩。
该文的同名书籍上市之后，旋即遭到众多网友抵制和嘲讽。部分网民曾在豆瓣图书为该书发起“评一星运动”并使用标签功能对周小平进行讽刺，但豆瓣随后关闭了该书页面的标签和评论显示功能。针对中国互联网上存在部分网民批评周小平的情况，党建网曾发表《讨厌的不是周小平而是你自己》一文，宣称“讨厌周小平其实是个人内心‘敏感多疑’的‘投射’”。

### 筆戰方舟子
在周小平参加2014年10月15日全国文艺工作座谈会并被习近平点名后，周小平在中国互联网界更是受到了热议。著名科普作家方舟子在读完周小平的作品《梦碎美利坚》后表示：“里面列举的关于美国的种种不是，几乎全是他胡思乱想捏造出来的。他这是梦游美利坚吧？”并撰文逐条列出错误并予以抨击和讽刺。10月21日下午网信办禁令开始流传，方舟子当晚在备用号发布最后消息。22日早，在中国大陆的所有博客、微博被封禁，百度、网易等网站出现白名单审查。22日《钱江晚报》评论员刘雪松也因在该报上发表希望“世界能同时容得下周小平、方舟子”的中立言论而同样受到所有博客微博被删的处置。同一时间，中国互联网界关于周小平的负面及同官方媒体立场相左的评论及文章大部分也遭到了疯狂删除。对于方舟子被封，党建网发文批评方舟子并称“这事儿没啥不公平”。
对于此事，周小平曾在其微博上发文，称在网络流传的文字是对他长达两万字论述《梦碎美利坚》的“断章取义和曲解拼接”，并称虽然自己遭到了恶毒的攻击，但是“相信中国人更有明辨是非的能力”。其后，周小平贴出了他所称的被断章取义遭到篡改的“原文”。而对于周小平的回应，方舟子在10月25日的博文中称周的文章是从党建网上找到的，不相信党建网会篡改周的原文，而且他引用的部分与周小平在南海出版公司出版的《请不要辜负这个时代》一书中收录的该文的版本基本一致（只有一句有改动）。方称周这次贴出的“原文”只是针对自己的批评所作的粗劣的删改，甚至由于删改手法太“拙劣”还造成了一些语句前后不接。方还表示就算对自己的文章进行了修正，周所贴出的“原文”依然充满了错误。方舟子在文末指周“不愿认错，自己偷改文章再贼喊捉贼”。

### 攻擊袁腾飞
2017年9月10日晚，周小平通过微博发表《周小平：三打猿腾飞！你侮辱志愿军，成藏毒组织导师，辱骂国人都是猪，你还有脸上网？》一文批评袁腾飞。文章称袁腾飞侮辱中国人民志愿军，并针对袁腾飞就西藏问题等发表的看法进行狠批。事件发生后次日，袁腾飞微博被关闭。

### 評論馬克宏
2017年5月，在埃马纽埃尔·马克龙當選總統後，周小平以《幼稚，你以為法國帥哥總統是一個完美的情種》抨擊他靠「裙帶關係」上位，是利用妻子實現政治騰飛的「小白臉」，但該文與事實出入過大，受到廣大批評，法國教授張倫更表態不悅，在中文圈子中也還有多篇闢謠的文章，一度造成外交危機，引起官媒《環球時報》的關注，為此做了詳細報導澄清，結果發現確實幾乎沒有一句真話。

### 批评中国防疫
2022年11月5日起，周小平连发数条微博批评中国的防疫措施，言辞较为激烈，如其微博中称“去了一趟疫疾最重的美国，只需隔离7天就能回家。去一趟疫疾相对轻的边疆，封控70天都未必能回家。这是在防疫还是在划水？这样做，到底有什么意义？”周小平的言论引起了网民对其所谓的爱国立场转变的关注。

### 力挺王芳
2023年9月8日，一则周小平妻子、歌手王芳在乌克兰被俄军炸毁的马里乌波尔剧院废墟阳台上演唱俄罗斯歌曲《喀秋莎》的视频在社交媒体引起争议。王芳随后参加俄方活动，称剧院为“乌克兰纳粹”所炸毁。在事件引起乌克兰外交部的抗议后，周小平发表微博表示支持王芳，并回应称“乌方算个鸡毛，老子给他一耳光！”在随后的几天中，周小平与将王芳行为与国家做出切割的著名媒体人胡锡进展开骂战。随后，周小平发表的和事件相关的微博被删除，王芳的微博则被禁言。

## 作品
- 《请不要辜负这个时代》南海出版公司，2014年10月，ISBN 9787544259453[82]
- 《永不失业》春风文艺出版社，2010年6月，ISBN 9787531336617[82]

## 家庭
2017年3月15日，周小平在其个人公众号发布婚讯，新婚妻子为歌手王芳。